# Iglesia de Nuestra Señora de la Asunción (Montehermoso)
La Iglesia Parroquial de Nuestra Señora de la Asunción es el templo central de Montehermoso. Se sitúa entre las calles Iglesia, Cisneros, Hernández Gil y el Osario, en pleno casco histórico de Montehermoso, a igual distancia de las plazas de España y Morón, y junto a la casa y los salones parroquiales.

## Construcción
En la Edad Media, Montehermoso solo contaba, en cuanto a templos religiosos, con una iglesia. Sin embargo, su mal estado obligó a demolerla y construir esta nueva. Parte de las paredes de la anterior iglesia se usaron en la construcción de la nueva.
Se cree que este templo fue terminado de construir entre 1546 y 1569, fecha en la que don Pedro Manrique de Lara y Luna fue señor de Galisteo, ya que los escudos de sus padres se encuentran detrás del altar. Estos escudos han permanecido siglos semiocultos tras el altar, hasta que una reforma del retablo debido a problemas estructurales a principios del siglo XXI dejó al descubierto los dos escudos y uno entre ellos de la Virgen María que no se veía antes. Un documento del prestigioso cantero Juan López de la Ordieta fecha en 1550 la fecha más antigua de construcción del templo.
Los arcos interiores de la iglesia no terminaron de construirse, se cree que pudo ser por problemas económicos, o por el Monasterio de El Escorial, ya que Felipe II llamó a los más prestigiosos canteros de España para hacerlo, y en Montehermoso había canteros buenísimos, como Juan López de la Ordieta, que se cree que fue uno de los constructores de la iglesia. Se ignora si realmente López de la Ordieta fue el maestro de la obra. Podría ser así, pero probablemente trabajaría sobre trazas de algún maestro más reconocido, ya que no es normal que a mediados de siglo XVI se usaran soportes góticos o bóvedas tan elementales para un edificio pretendidamente ambicioso.
Una vez construido el templo, hacia 1575, se levantó la torre, atribuida al maestro brocense Juan Bravo. Por último, sobre 1678 se edificó la sacristía.

## Estructura general
La iglesia, de estilo extremeño tradicional, es una obra maestra de cantería. La planta del templo es rectangular y está dividida por tres arcos. En los laterales norte y sur hay dos portadas. La portada del norte tiene una hornacina con pedestal, que debería ser para una estatua de la Virgen María, ya que encima hay un emblema mariano. Al otro lado, en el sur, la portada no tiene hornacina, pero posee un techo de madera con tablón de anuncios y escaleras con barandilla a la salida. Cada vez que se entra por estas puertas, encontramos dentro una habitación de madera, cuyo techo es de menor altura que la iglesia, y que tiene dos puertas para entrar en el interior.
La puerta principal se encuentra al oeste, y por ahí es por donde entran las imágenes en las procesiones. La puerta es de arco de medio punto y el marco tiene tres arcos concéntricos. Tiene además, al igual que la puerta del norte, una hornacina vacía. Se cree que la portada del oeste no fue construida hasta principios del siglo XVII.
La iglesia mide por dentro 32 metros de oeste a este, 12,5 metros en la nave y 9 en la cabecera. Es de planta poligonal.
El techo es de madera y debería estar rodeado por arcos, pero no terminaron de construirse. En el tejado hay un esquilón. El suelo de la iglesia sirvió de cementerio hasta finales del siglo XVIII, después se trasladó al lado de la ermita de San Bartolomé. Los restos siguen ahí y se puede observar que las 157 losas están numeradas. Cada uno de los números es una tumba.
Las paredes del templo estuvieron encaladas hasta el siglo XX, ya que antiguamente se verificaban los encalamientos de las paredes de los templos con ocasión de las grandes epidemias. Parece ser que las paredes del templo fueron encaladas en el siglo XIX, cuando en 1856 esta población no se vio libre de la epidemia de cólera morbo asiático, que produjo una elevada mortandad.

## Retablos e imágenes
En el templo hay cinco retablos, uno mayor y cuatro menores:
- Retablo mayor: es el más importante, ocupa toda la altura de la cúpula en la que está el altar y en éste se encuentran dos pisos con imágenes en los extremos (San Pedro, San Pablo, San Andrés y Santiago el Mayor), y pinturas a su lado (La Inmaculada, San José con el niño, la Anunciación y San Miguel). En el centro del primer piso se encuentra el sagrario, en el segundo se encuentra una imagen de la virgen y en encima de estos dos pisos, en el centro, hay una imagen de Cristo crucificado con las imágenes de María y María Magdalena llorando con Jerusalén de fondo. El retablo fue desmontado y restaurado a principios del siglo XXI, terminándose su restauración en octubre de 2006.[1] Está basado en el retablo de la Catedral Nueva de Plasencia y pudo ser terminado a mediados del siglo XVI, siendo posteriormente decorado por Miguel Martínez.
- Retablo de San José, contiene una imagen de San José con el niño Jesús en madera policromada de correcta factura dieciochesca. Se sitúa al Noreste de la iglesia y es de época y estilo barrocos en madera dorada y con estípites y recargada ornamentación.
- Retablo del Calvario, al lado del de San José, representa a Cristo crucificado con una pintura al fondo en la cual aparecen la Virgen y San Juan. El retablo fue hecho hacia 1750. Tiene columnas salomónicas encuadrando hornacina. La imagen del Crucificado es de bulto, en cruz arbórea y de discreta labra.
- Retablo de San Ramón Nonato, situado al Sureste del templo, tiene una imagen del Espíritu Santo sobre la imagen de San Ramón Nonato. Es un retablo dorado y sobrecargado de hojarasca. La imagen del santo tiene la gubia algo rígida pero precisa y el rostro bien trabajado con ojos de cristal. Tanto la imagen como el retablo son del siglo XVIII.
- Retablo de la Inmaculada, se sitúa al lado del de San Ramón y contiene una imagen moderna de la Inmaculada. En su base se encuentra el sagrario que se usa en Semana Santa.

Otras imágenes repartidas por los laterales del interior de la iglesia son las de Santa Ana, la Virgen de la Soledad, Santa Gema, San Juan Bautista y el Cristo de la Victoria.

## Construcciones anexas a la iglesia
El templo cuenta con las siguientes construcciones anexas, que fueron construidas tras hacerse el templo:
- Torre del campanario: es una obra maestra de cantería que pudo ser construida entre 1560 y 1575 y cuya construcción pudo ser dirigida por Juan Bravo, un maestro cantero de Brozas. Tiene tres puertas de entrada: dos desde la iglesia y una desde fuera. La entrada de fuera, a la que se llega por unas escaleras, lleva a un portal, desde el que se ven unas escaleras de las entradas de las puertas de la iglesia. Después de esto hay una larga escalera de caracol que lleva al campanario. El campanario es una sala muy alta, en cuyas enormes ventanas se encuentran las campanas de la iglesia. Se puede subir, aunque es peligroso, a la terraza del techo del campanario por una escalera de madera. Las campanas dejaron de tocarse manualmente a finales del siglo XX, siendo sustituidas por un aparato que toca las campanas según el evento que ocurra, y desde entonces para entrar en el campanario hay que pedir permiso al sacerdote o esperar a alguna fiesta del pueblo en la que esté programada una subida.
- Sacristía: es una amplia construcción de extenso recinto y estancia rectangular situada al Sureste del templo. Se puede acceder desde la calle del Osario y desde dentro de la iglesia, a través de un acceso adintelado situado en el paño Sur del presbiterio. Se cubre con dos tramos de aristas. En su interior se encuentra la imagen original de la Virgen de Valdefuentes. Según una inscripción de la pared que da a la calle, la sacristía terminó de construirse en 1678.
- Capilla bajo el campanario, se sitúa al noroeste de la iglesia y solo se puede acceder desde el interior del templo. En esta están las imágenes de la Virgen de la Soledad, Jesús con la cruz, Jesús en el Santo Sepulcro y Jesús resucitado con el niño de la bola. Tiene forma cuadrada y una pequeña ventana que da a la calle.
- Pila bautismal, al Suroeste, dentro de la iglesia, es una sala separada por una verja de hierro.
- Coro: es un primer piso de madera situado al oeste de la iglesia. Se accede por unas escaleras situadas junto a la pila bautismal, pero, debido a su mal estado, está prohibido el acceso.

Además, en el tejado de la iglesia hay doce gárgolas, cada una de ellas diferente, simbolizando las cuatro del campanario a los cuatro evangelistas.